# Барінг (Вашингтон)
Барінг (англ. Baring) — переписна місцевість (CDP) в США, в окрузі Кінг штату Вашингтон. Населення — 255 осіб (2020).

## Географія
Барінг розташований за координатами 47°46′7″ пн. ш. 121°28′55″ зх. д. / 47.76861° пн. ш. 121.48194° зх. д. (47.768598, -121.481977).  За даними Бюро перепису населення США в 2010 році переписна місцевість мала площу 2,93 км², з яких 2,70 км² — суходіл та 0,24 км² — водойми.

### Клімат
| Клімат : Барінг         | Клімат : Барінг | Клімат : Барінг | Клімат : Барінг | Клімат : Барінг | Клімат : Барінг | Клімат : Барінг | Клімат : Барінг | Клімат : Барінг | Клімат : Барінг | Клімат : Барінг | Клімат : Барінг | Клімат : Барінг | Клімат : Барінг |
| Показник                | Січ.            | Лют.            | Бер.            | Квіт.           | Трав.           | Черв.           | Лип.            | Серп.           | Вер.            | Жовт.           | Лист.           | Груд.           | Рік             |
| Абсолютний максимум, °C | 16,7            | 22,8            | 26,7            | 32,8            | 37,8            | 36,7            | 38,3            | 36,7            | 36,7            | 30,0            | 21,1            | 15,6            | 38,3            |
| Середній максимум, °C   | 5,0             | 7,9             | 10,8            | 14,5            | 18,2            | 20,5            | 23,9            | 23,9            | 20,7            | 14,7            | 7,8             | 4,5             | 14,4            |
| Середній мінімум, °C    | −0,4            | 0,0             | 1,3             | 3,2             | 6,2             | 8,9             | 10,9            | 11,1            | 8,8             | 5,2             | 1,8             | −0,4            | 4,7             |
| Абсолютний мінімум, °C  | −16,1           | −14,4           | −8,9            | −2,8            | −1,1            | −0,6            | 2,8             | 3,3             | −1,1            | −5              | −13,3           | −17,2           | −17,2           |
| Норма опадів, мм        | 411             | 268             | 271             | 199             | 138             | 101             | 53              | 58              | 124             | 253             | 453             | 399             | 2732            |
| Днів з опадами          | 20              | 17              | 19              | 18              | 17              | 13              | 8               | 7               | 10              | 16              | 21              | 21              | 187,0           |
| ----------------------- | --------------- | --------------- | --------------- | --------------- | --------------- | --------------- | --------------- | --------------- | --------------- | --------------- | --------------- | --------------- | --------------- |
| Джерело:                |                 |                 |                 |                 |                 |                 |                 |                 |                 |                 |                 |                 |                 |

## Демографія
Згідно з переписом 2010 року, у переписній місцевості мешкало 220 осіб у 115 домогосподарствах у складі 53 родин. Густота населення становила 75 осіб/км².  Було 254 помешкання (87/км²).
Расовий склад населення:
| - 91,8 % — білих - 2,7 % — азіатів - 1,8 % — корінних американців - 2,3 % — осіб інших рас |

До двох чи більше рас належало 1,4 %. Частка іспаномовних становила 4,5 % від усіх жителів.
За віковим діапазоном населення розподілялося таким чином: 14,5 % — особи молодші 18 років, 71,0 % — особи у віці 18—64 років, 14,5 % — особи у віці 65 років та старші. Медіана віку мешканця становила 48,0 року. На 100 осіб жіночої статі у переписній місцевості припадало 109,5 чоловіків;  на 100 жінок у віці від 18 років та старших — 111,2 чоловіків також старших 18 років.
За межею бідності перебувало 13,4 % осіб, у тому числі 0,0 % дітей у віці до 18 років та 0,0 % осіб у віці 65 років та старших.
Цивільне працевлаштоване населення становило 70 осіб. Основні галузі зайнятості: транспорт — 28,6 %, виробництво — 14,3 %, роздрібна торгівля — 12,9 %, інформація — 12,9 %.